# Kyrklig sång
Kyrklig sång är en sångsamling som gavs ut första gången 1916 för "kyrkans ungdomsskaror" enligt förordet. Samlingen innehåller 350 sånger varav 58 så kallade fosterländska och lyriska sånger. Därtill är särskilt Johan Alfred Eklund och Paul Nilssons psalmer är vanliga.
Samlingen reviderades 1927 då sånger som förts över i psalmboken "Nya psalmer 1921" uteslöts och ersattes med nytt material till samma omfattning som tidigare. Samlingen ersattes 1943 av "Sjungom".

### Fotnoter
1. ↑  ”Kyrklig sång för ungdom i församling, skola och hem” (på engelska). Worldcat. 13 mars 1916. https://www.worldcat.org/title/kyrklig-sang-for-ungdom-i-forsamling-skola-och-hem/oclc/479205943&referer=brief_results. Läst 20 oktober 2017.